# هارولد كويل
هارولد كويل (بالإنجليزية: Harold Coyle)‏ (1952، نيو برونزويك في الولايات المتحدة)؛ كاتب وروائي أمريكي.